# Melody
Gabriella Abreu Severino (sinh ngày 4 tháng 1 năm 2006), hay còn được biết đến với nghệ danh Melody, là nữ ca sĩ kiêm sáng tác nhạc và diễn viên người Brasil.
Melody được coi là một trong những người Brasil có ảnh hưởng nhất trên internet.

## Giải thưởng và đề cử
| Năm  | Giải thưởng             | Hạng mục                 | Kết quả   |
| ---- | ----------------------- | ------------------------ | --------- |
| 2015 | Premio Jovem Brasileiro | Video Mais Visto De 2015 | Đoạt giải |